# Simon Tedeschi
Simon Alexander Meir (מֵאִיר) Tedeschi (Gosford, 1º maggio 1981) è un pianista classico australiano.

## Biografia
Tedeschi è nato a Gosford da Mark Tedeschi QC, Pubblico Ministero Senior per il New South Wales e dalla fotografa Vivienne Tedeschi, figlia di una sopravvissuta polacca all'Olocausto, Lucy Gershwin.
È cresciuto sulla Costa nord di Sydney e ha frequentato la Beaumont Road Public School a Killara ovest e la St Andrew's Cathedral School a Sydney dove il preside lo scoraggiò dal praticare sport per non farsi male alle mani.
I suoi insegnanti erano Neta Maughan in Australia, Noretta Conci in Inghilterra e Peter Serkin negli Stati Uniti.
All'età di 9 anni eseguì il Concerto per pianoforte n. 19 K.459 di Mozart, nella Sydney Opera House. All'età di 13 anni ha suonato per Luciano Pavarotti.

## Carriera
Tedeschi ha firmato con la Sony Music Australia nel 2000. Il suo CD di debutto, Simon Tedeschi, è stato nominato agli ARIA Music Awards del 2000 come miglior album classico. Nel 2004 ha inciso il Concerto per pianoforte n. 1 di Čajkovskij e il Concerto per pianoforte di Grieg con l'Orchestra Sinfonica del Queensland con Richard Bonynge. Il suo album, Grieg / Tchaikovsky - Concerti per pianoforte, ha raggiunto la posizione n. 12 della classifica ARIA Classical nell'ottobre 2005.
Nel novembre 2012 ha pubblicato il suo album successivo, Gershwin and Me (Universal Music Group/ABC), che ha raggiunto il n. 4 dell'ARIA Classical, il 5 dell'ARIA Hitseekers Albums e il 68 della classifica ARIA Top 100 Physical Albums nel gennaio 2013. In quell'anno è stato pubblicato un album di follow-up, Gershwin Take 2, di Tedeschi con James Morrison e Sarah McKenzie. Ha ricevuto due nomination agli ARIA Award nel 2014 per il lavoro di Virginia Read.
Ha pubblicato una registrazione di Quadri di un'esposizione  di Mussorgsky per ABC/Universal ed ha eseguito il Concerto per pianoforte n. 4 di Rachmaninov con la Sydney Symphony Orchestra.
Tedeschi ha suonato alla presenza di diverse personalità del mondo della politica, come Vladimir Putin e George W. Bush. Ha anche suonato per il Dalai Lama in un concerto di raccolta fondi.

### Media
È apparso regolarmente nello show televisivo Spicks and Specks su ABC TV ed ha partecipato al film premio Oscar Shine, dove ha interpretato le mani di David Helfgott.

### Opere per ragazzi
Ha interpretato il ruolo di Mozart in Babies Proms della Sydney Opera House e ha eseguito uno spettacolo basato sulla sua infanzia, Simon Tedeschi: Pianist and Prankster alla Monkey Baa Theatre Company.

## Premi
Tedeschi è stato insignito del premio ABC Young Performer of the Year nel 1998, eseguendo il Concerto per pianoforte n. 1 di Ginastera con la Melbourne Symphony Orchestra sotto la direzione di Jun Markl. È stato anche il vincitore del primo premio nella sezione tastiere della Royal Overseas League Music Competition di Londra (2002).

## Vita privata
Attualmente vive a Sydney con sua moglie, la pittrice Loribelle Spirovski.